# Interleucina-20
La interleucina-20 (IL20) es una proteína que en los humanos está codificada por el gen IL20 que se encuentra cercana al gen IL-10 en el cromosoma 1q32. La IL-20 forma parte de una subfamilia de IL-20 y a su vez de la familia de IL-10 más grande.
La subfamilia de esta interleucina incluye otras citocinas como la IL-19, IL-20, IL-22, IL-24 e IL-26. Los miembros de la subfamilia de citoquinas IL-20 forman un vínculo estrecho entre el sistema inmunológico y los tejidos epiteliales debido a la alta expresión de los mismos en este tejido.
La Interleucina 20 requiere del receptor de la subunidad β de IL-20 ( IL-20RB ) para la señalización, que puede formar un receptor heterodimérico funcional con la subunidad α del receptor de IL-20 (IL-20RA) o la subunidad α1 del Receptor de IL-22 (IL-22RA1). Ambas variantes de receptor permiten una señalización eficiente de la interleucina 20. Estos receptores se expresan en multitud de órganos, como la piel, pulmones, gónadas masculinas y femeninas (ovarios y testículos) y placenta.
Es principalmente producida por las células mieloides pero también puede ser producida por queratinocitos y fibroblastos. Además, su expresión puede ser estimulada por otro tipo de interleucinas como la IL-1β, IL-17, IL-22, TNF y LPS. A pesar de estar en multitud de órganos por todo el cuerpo, las principales dianas celulares de la IL-20 son los queratinocitos, las células endoteliales y los adipocitos. Se ha demostrado que la IL-20 transduce su señal a través del transductor de señal y activador de la transcripción 3 ( STAT3 ) en los queratinocitos.

## Función
Esta interleucina tiene una amplia gama de funciones, tanto para procesos inmunes como no inmunes. Interviene en el proceso de cicatrización de heridas, proliferación de células epiteliales, inhibe la apoptosis de las células epiteliales, regulador de la diferenciación de los queratinocitos durante el proceso inflamatorio, la expansión de células progenitoras hematopoyéticas multipotenciales, entre otros.
Un receptor específico para esta citokina está involucrado en la psoriasis.Esta regulación disfuncional de la IL-20 podría ser responsable de una cicatrización incontrolable de las heridas en la psoriasis, lo que podría ser un factor que contribuyente a la patogénesis.
Debido a que la IL-20 participa en la promoción de la proliferación de células epiteliales, también está relacionada con el desarrollo del cáncer . Estos receptores se expresanen células tumorales de origen epitelial. Está relacionado con el cáncer de vejiga, previene el daño tisular por la Inflamación Crónica, lo que permite que se reduzcan las probabilidades de desarrollar neoplasias. No obstante, el papel oncogénico es todavía ambiguo.
Además de todo lo anterior, es un factor de angiogénesis y se expresa en grandes cantidades en las placas arteriales que se encuentran en pacientes que sufren de aterosclerosis.

## Papel en Artritis Reumatoide
La IL-20 participa en numerosas etapas de la progresión de la artritis reumatoide (AR).ya que estimula la secreción de quimiocinas MCP-1 e IL-8 en los fibroblastos sinoviales, que provoca la quimiotáxis de los neutrófilos y las células T.  También es un regulador de TNF-α, IL-1 e IL-6, que participan en la patogénesis de la enfermedad. También se observan altas concentraciones de esta interleucina en líquido sinovial con pacientes con esta enfermedad. No obstante, los niveles son similares a los pacientes de controles sanos, lo que sugiere que afectación in-situ. Además, los receptores de IL-20 se expresan en altas cantidades de las membranas sinoviales de los pacientes. Debido a esta asociación, está siendo investigado como diana terapéutica para el tratamiento de la enfermedad. 

## Anticuerpo
Actualmente, los anticuerpos monoclonales (MAB) anti-IL-20 están en investigación para el tratamiento y prevención de las siguientes enfermedades:psoriasis,  artritis reumatoide,  aterosclerosis, osteoporosis y  accidentes cerebrovasculares (ACV). Se ha demostrado que estos anticuerpos reducen la gravedad de la AR en ratas, mitiga la destrucción ósea, entre otros efectos, lo que supone una diana interesante. El anticuerpo anti-IL-20 neutraliza no solo la señalización de IL-20 sino que además disminuye la señalización de TNF-α, IL-1 e IL-6 in vivo. Actualmente hay un anticuerpo en desarrollo por la farmacéutica Novo Nordisk Inc. que entró en fase IIb de un ensayo clínico.